# 八木治郎
八木 治郎（やぎ じろう、1925年〈大正14年〉4月20日 - 1983年〈昭和58年〉4月18日）は、日本のアナウンサー、テレビ番組司会者。元NHKアナウンサーを経てフリー。

## 来歴・人物
東京生まれ。幼・少年期を現在の千葉県香取市で過ごした。旧制千葉県立佐原中学校（現在の千葉県立佐原高等学校）から陸軍士官学校予科→陸軍航空士官学校を経て1949年、東京大学文学部中国文学科卒業。
同年NHK（日本放送協会）に入局。同期入局には小川宏、大塚利兵衛、福島幸雄、穂坂俊明らがいる。熊本、長崎勤務を経て、1953年にラジオの『音楽夢くらべ』で本格的にアナウンサーを開始。報道・芸能・社会番組などを担当。人気クイズ番組『私の秘密』では高橋圭三がNHKを退局しフリーになってからは、後任として1962年から4年間司会を務めた。その頃から派手さはないが、「ムード派の八木」と呼ばれるようになった。
1965年11月にNHKを退局しフリーとなり、翌1966年1月から毎日放送（MBS）制作番組『八木治郎ショー』（1970年1月放送開始）の前身である『ウィークエンドモーニングショー』の司会を務め、民放モーニングショーの先駆的存在となる。その他にも『万国びっくりショー』（フジテレビ）、『人に歴史あり』（東京12チャンネル）他数々のテレビ番組の司会、『野生の王国』（MBS制作）のナレーションなどを務めた。
1983年4月16日の『八木治郎ショー・いい朝8時』出演後、福岡市内の会社からイベント司会を依頼され、大阪から福岡へ出張。翌17日に市内のホールで開かれたパネルディスカッションのパネラーの1人を務めた。同日夜、中洲の生簀料理店で陸軍士官学校の同期生3人との食事中に突然意識を失って倒れ、市内の病院に運ばれたが、クモ膜下出血と判定され、人工呼吸等が施されたものの意識は戻らないまま翌18日の夜に死去した。57歳没。
倒れた日と同じ日に、MBS制作番組『アップダウンクイズ』（TBS系列の人気番組対抗特集としてMBSアナウンサー（当時）の野村啓司とペアで回答者として出演。番組は4月上旬に収録）が放送され、同番組が最後のテレビ番組出演となった。翌週の同番組では、司会の小池清が八木の急逝に関してのコメントを読み上げた。
同月23日に放送された『いい朝8時』の八木治郎追悼特集では、八木の妻の八木一子と小川宏が生出演した。
また、八木の生前に3か月分のナレーションの収録を終えていた『野生の王国』については6月上旬まで放映され、画面に「八木治郎氏は4月18日に亡くなりました」との旨のテロップが付された。なお、『野生の王国』は小池が八木の後任ナレーションを務めた。

## 担当した番組

### NHK時代
- 音楽夢くらべ（ラジオ第一）
- 話の散歩
- 学校放送「中学校」
- ここに鐘は鳴る
- にんげん問答
- 私の秘密（NHK 司会）
- 歌の広場（NHK 司会）

### フリー以後
MBS
- ファミリー・クイズ（1967年: 司会､後に出題者）
- クイズ・その手にのるナ!!(1968年: 司会）
- ウィークエンドモーニングショー（司会）
- 八木治郎ショー（司会）
- 八木治郎ショー・いい朝8時(司会)
- 野生の王国（ナレーション）

TBS
- 八木治郎の食糧ルポ（司会）

フジテレビ
- 万国びっくりショー（司会）

東京12チャンネル
- 人に歴史あり（司会）
- カラー秘録 太平洋戦史（ナレーター）

## コマーシャル
- 久保田鉄工（現・株式会社クボタ）「デミング賞受賞」（1976年）
- シャープ「テレビinテレビ」（2画面対応テレビ　1978年ごろ）

## 著書
- 『話し上手の秘密』実業之日本社 実日新書 1964
- 『魅力ある話し方』実業之日本社 実日新書　1970
- 『司会スピーチ入門 :うなずく好感 あふれる愛敬』日本文芸社 1972
- 『人の心をつかむ話し方 : 話し上手・48のヒント』〈Daiwa business〉、大和出版、1980年7月10日。
- 『八木治郎のスピーチの方法とコツ』西東社 1980
- 『話しで人を酔わせる 今夜のスピーチの隠し味』ベストセラーズ ワニの本 1982

## 関連人物
- 高橋圭三
- 小川宏
- 野村泰治
- 五木田武信
- 小池清
- 吉村光夫
- 森乃福郎（初代）
- 阪本時彦
- 野村啓司
- 芳村真理
- 浜美枝
- うつみ宮土理
- 玉井孝
- 近田雄一 - NHKの後輩アナウンサー。朝の連続テレビ小説『カムカムエヴリバディ』第10週「1962」45・46話（2022年1月5日・6日放送）にて八木役を演じた。